# Socialdemokratiske, radikale parti
 Der er for få eller ingen kildehenvisninger i denne artikel, hvilket er et problem. Du kan hjælpe ved at angive troværdige kilder til de påstande, som fremføres i artiklen.

Det Socialdemokratiske, radikale parti (Partido Radical Socialdemócrata) er et socialdemokratisk parti i Chile. 
Partiet er med i den ledende koalition i Chile, kaldet Koalitionen for demokrati.
Partiet er medlem af Socialistisk Internationale.

## Baggrund
Partido Radical (Det Radikale Parti) blev dannet i 1863. I 1971 dannede en  Allende-kritisk udbrydergruppe midterpartiet  Partido de Izquierda Radical (Det radikale Venstreparti). Udbryderpartiet skiftede navn til Partido Social Democracia de Chile (PSD), (Chiles Socialdemokratiske Parti) i august 1973. 
I 1994 blev de to partier genforenet under det nuværende navn.  Partiet anser sig selv for at være arvtager til den historiske chilenske radikalisme. 
Partiets ungdomsorganisation Juventud Radical de Chile (JR) (Radikal Ungdom i Chile)  blev dannet den 17. december 1917. 
| Politik | Spire Denne artikel om politik og ideologi er en spire som bør udbygges. Du er velkommen til at hjælpe Wikipedia ved at udvide den. |